# Иван Кюркчиев
Иван Цеков Кюркчиев е български учител и общественик.

## Биография
Роден e в Кюстендил. Първоначалното си образование получава в родния си град, а след Освобождението в 1884 година завършва Петропавловската духовна семинария в Лясковец. Непосредствено след Освобождението е назначен писар в първия градски съвет в Кюстендил. От 1885 до 1890 г. е учител по български език, катехизис и църковна история в Кюстендилското педагогическо училище. Член-учредител е на дружество „Червен кръст". След 1890 г. е учител в Духовната семинария в Самоков.